# Darren Till
Darren Till, né le 24 décembre 1992 à Liverpool en Angleterre est un pratiquant anglais d'arts martiaux mixtes (MMA). Il combat dans la catégorie des poids moyens à l'Ultimate Fighting Championship.

## Historique
Till est né et a grandi à Liverpool, en Angleterre, où il se livrait fréquemment à des altercations. Il a commencé à s'entraîner en Muay-thaï à l'âge de 12 ans, et après avoir abandonné l'école à 14 ans pour se concentrer sur le sport, il est devenu professionnel un an plus tard et a commencé à s'entraîner en MMA avec l'équipe Kaobon à l'âge de 17 ans. Au cours de son adolescence, Till a vécu dans différents endroits, tels que sa salle de sport ou encore chez les parents de proches (après un incident qu'il a eu avec sa mère, pour lequel il a été expulsé de la maison). En août 2012, Till a été poignardé deux fois dans le dos après avoir affronté un grand groupe d'hommes lors d'une fête. Le couteau a raté son artère principale d'un millimètre et les médecins ont dit qu'il avait de la chance d'être en vie. À la suite de l'incident, son entraîneur Colin Heron a conseillé à Till de déménager au Brésil pour s'entraîner avec un ancien entraîneur de l'équipe Kaobon afin d'éviter les ennuis dans sa ville natale.
Il a ensuite rejoint Astra Fight Team à Balneário Camboriú, bien qu'il ne parle pas portugais et qu'il ait une connaissance minimale du grappling . Alors que Till prévoyait de passer six mois en Amérique du Sud, il est resté trois ans et demi et a eu une fille avec sa petite amie au Brésil. Fin 2016, Till est retourné en Angleterre pour retrouver Heron au sein de l'équipe Kaobon. Sa fille et sa petite amie d'alors sont restées au Brésil et, en 2018, Till a révélé qu'il n'avait pas vu sa fille depuis plus d'un an.

## Carrière d'arts martiaux mixtes

### Début de carrière
Till a passé la majeure partie de sa carrière de MMA au Brésil sous la direction d'Astra Fight Team. Il est allé jusqu'à 3-0 en tant qu'amateur en Angleterre avant de déménager en Amérique du Sud et de devenir professionnel en février 2013. Till a disputé 11 combats au Brésil et un en Argentine avant de rejoindre l'UFC, dont seulement deux ont fini à la une décision. En 2013, il a combattu huit fois en tant que poids moyen avant de concourir en poids welter fin 2014.

### Ultimate Fighting Championship

#### 2015
Till a affronté le Brésilien Wendell de Oliveira Marques lors de ses débuts à l'UFC avec un préavis de neuf jours à l'UFC Fight Night 67 le 30 mai 2015. Il a éliminé Oliveira et a remporté sa première victoire à l'UFC.
Son prochain combat se trouve être face à Nicolas Dalby le 24 octobre 2015 à l'UFC Fight Night 76. Après un combat plus que disputé, la décision donne un match nul à la majorité. Les deux participants ont reçu le bonus Fight of the Night.

#### 2017
Après une grave blessure à l'épaule et divers problèmes personnels qui l'ont tenu hors des combats pendant une longue période, Till est revenu pour affronter Jessin Ayari le 28 mai 2017 à l' UFC Fight Night 109 . Il a raté la limite de poids welter (qui est de 77.5643kg)  à 2.3kg près et a dû donner 20% de ses gains de combat à son adversaire. Il explique ce raté par sa longue absence de compétition et par le fait que son corps n'a pas aussi bien réagi au processus de réduction de poids (le fameux "cut") que par le passé. Malgré cette route difficile vers le combat, Till a devancé Ayari sur les tableaux de bord pour remporter une décision unanime (30–27, 30–27 et 29–27).
Le 1er août 2017, Till a annoncé qu'il avait signé un nouveau contrat de cinq combats avec l'UFC.
Till a affronté Bojan Veličković le 2 septembre 2017 à l' UFC Fight Night 115. Till a prolongé sa série sans défaite par décision unanime.
Till a affronté Donald Cerrone le 21 octobre 2017 à l' UFC Fight Night 118. Il a remporté le combat via TKO au premier round. Cette victoire dominante lui a valu le prix bonus Performance of the Night. (Performance de la soirée)

#### 2018
Till a affronté l'ancien challenger du titre UFC Welterweight Stephen Thompson lors de l' UFC Fight Night 130 le 27 mai 2018. Aux pesées, Till pesait 79.15kg, soit 1.58kg au-dessus de la limite de poids des welters. Après avoir négocié avec l'équipe de Thompson, le combat s'est déroulé à un poids variable avec la stipulation que Till ne pouvait pas peser plus de 85.28kg le jour du combat. Till a également perdu 30% de sa bourse au profit de Thompson. Till a remporté le combat  par décision unanime. Il a devancé Thompson 38 à 30 en termes de frappes importantes et a marqué le seul knockdown du combat au cinquième tour. Malgré cela, 22 des 25 médias ont estimé que le combat était en faveur de Thompson.
Till a eu l'opportunité d'affronter Tyron Woodley le 8 septembre 2018 à l' UFC 228, le défiant pour le championnat UFC des poids welter. Il a perdu le combat par soumission (arce choke) au deuxième round. Ce fût la première défaite de Till dans sa carrière de MMA.

#### 2019
Malgré les discussions sur un passage potentiel en poids moyens, Till est resté chez les poids welters et a affronté Jorge Masvidal le 16 mars 2019 à l' UFC Fight Night 147. Till a perdu le combat par KO au deuxième round. Les deux participants ont reçu le prix bonus Combat de la soirée.

#### Passage en poids moyen
Le 26 août, il a été annoncé que Till reviendrait dans la division des poids moyens, face à Kelvin Gastelum à l'UFC 244 le 2 novembre 2019. Il a remporté le combat par décision partagée.
Till a affronté Robert Whittaker le 26 juillet 2020 à l' UFC sur ESPN : Whittaker vs. Till. Malgré sa défaite par décision unanime, beaucoup ont salué la performance de Till face à l'ancien tenant du titre Whittaker.
Till devait affronter Jack Hermansson le 5 décembre 2020 à l' UFC sur ESPN 19. Cependant, il a été annoncé le 6 novembre que Till avait été contraint de se retirer du combat en raison d'une blessure. Il a été remplacé par Kevin Holland, qui a lui-même été remplacé par Marvin Vettori.
Till devait affronter Marvin Vettori le 10 avril 2021, à l' UFC sur ABC 2 La semaine précédant le combat, Till a été contraint de se retirer du match en raison d'une clavicule cassée, et il a été remplacé par Kevin Holland.
Till a affronté Derek Brunson le 4 septembre 2021, à l' UFC Fight Night: Brunson vs. Till. Il a perdu le combat par soumission (étranglement arrière) au troisième round. Le 10 décembre 2022, il affronte le Sud-africain Dricus du Plessis à l'UFC 282 et est par soumission au troisième round.

## Palmarès en arts martiaux mixtes
| 23 combats     | 18 victoires | 5 défaites |
| Par KO         | 10           | 1          |
| Par soumission | 6            | 3          |
| Sur décision   | 2            | 1          |

### Historique des combats
| Résultat | Record | Adversaire               | Méthode                              | Événement                                | Date             | Round | Temps | Lieu                                | Notes                                       |
| -------- | ------ | ------------------------ | ------------------------------------ | ---------------------------------------- | ---------------- | ----- | ----- | ----------------------------------- | ------------------------------------------- |
| Défaite  | 18–5-1 | Dricus du Plessis        | Soumission (rear-naked choke)        | UFC 282                                  | 10 décembre 2022 | 3     | 2:43  | Las Vegas, Nevada, États-Unis       | Combat de la soirée.                        |
| Défaite  | 18–4–1 | Derek Brunson            | Soumission (rear-naked choke)        | UFC Fight Night: Brunson vs. Till        | 4 septembre 2021 | 3     | 2:13  | Las Vegas, Nevada, États-Unis       |                                             |
| Défaite  | 18–3–1 | Robert Whittaker         | Décision unanime                     | UFC on ESPN: Whittaker vs. Till          | 26 juillet 2020  | 5     | 5:00  | Abu Dhabi, Émirats arabes unis      |                                             |
| Victoire | 18–2–1 | Kelvin Gastelum          | Décision partagée                    | UFC 244                                  | 2 novembre 2019  | 3     | 5:00  | New York City, New York, États-Unis | Retour en poids moyens.                     |
| Défaite  | 17–2–1 | Jorge Masvidal           | KO (coups de poing)                  | UFC Fight Night: Till vs. Masvidal       | 16 mars 2019     | 2     | 3:05  | Londres, Angleterre                 | Combat de la soirée.                        |
| Défaite  | 17–1–1 | Tyron Woodley            | Soumission (Brabo choke)             | UFC 228                                  | 8 septembre 2018 | 2     | 4:19  | Dallas, Texas, États-Unis           | Pour la ceinture UFC des poids Welter.      |
| Victoire | 17–0–1 | Stephen Thompson         | Décision unanime                     | UFC Fight Night: Thompson vs. Till       | 27 mai 2018      | 5     | 5:00  | Liverpool, Angleterre               | Catchweight (174.5 lb); Till rate la pesée. |
| Victoire | 16–0–1 | Donald Cerrone           | TKO (punches)                        | UFC Fight Night: Cowboy vs. Till         | 21 octobre 2017  | 1     | 4:20  | Gdańsk, Pologne                     | Performance de la soirée.                   |
| Victoire | 15–0–1 | Bojan Veličković         | Décision unanime                     | UFC Fight Night: Volkov vs. Struve       | 2 septembre 2017 | 3     | 5:00  | Rotterdam, Pays-Bas                 |                                             |
| Victoire | 14–0–1 | Jessin Ayari             | Décision unanime                     | UFC Fight Night: Gustafsson vs. Teixeira | 28 mai 2017      | 3     | 5:00  | Stockholm, Suède                    | Catchweight (176 lb); Till rate la pesée.   |
| Égalité  | 13–0–1 | Nicolas Dalby            | Égalité à la majorité                | UFC Fight Night: Holohan vs. Smolka      | 24 octobre 2015  | 3     | 5:00  | Dublin, Ireland                     | Combat de la soirée.                        |
| Victoire | 13–0   | Wendell de Oliveira      | KO (coups de coudes)                 | UFC Fight Night: Condit vs. Alves        | 30 mai 2015      | 2     | 1:37  | Goiânia, Brésil                     |                                             |
| Victoire | 12–0   | Laerte Costa e Silva     | TKO (coups de poing)                 | MMA Sanda Combat                         | 9 mai 2015       | 4     | 2:01  | Apucarana, Brésil                   |                                             |
| Victoire | 11–0   | Guillermo Martinez Ayme  | Décision unanime                     | Arena Tour MMA                           | 20 décembre 2014 | 3     | 5:00  | Buenos Aires, Argentine             |                                             |
| Victoire | 10–0   | Sergio Matias            | Soumission (toe hold)                | Aspera Fighting Championship 14          | 29 novembre 2014 | 2     | 3:05  | Lages, Brésil                       | Début en poids Welter.                      |
| Victoire | 9–0    | Deivid Caubiack          | KO (coup de poing)                   | Aspera Fighting Championship 11          | 30 août 2014     | 1     | 1:35  | Curitibanos, Brésil                 |                                             |
| Victoire | 8–0    | Cristiano Marquesotti    | Soumission (inverted triangle choke) | Curitibanos AMG Fight Champion           | 9 novembre 2013  | 1     | 4:45  | Curitibanos, Brésil                 |                                             |
| Victoire | 7–0    | Edson Jairo da Silva     | TKO (retirement)                     | Predador Campos Fight 2                  | 5 octobre 2013   | 3     | 4:00  | Campos Novos, Brésil                |                                             |
| Victoire | 6–0    | Alexandre Pereira        | KO (coup de poing)                   | Encontro dos Espartanos                  | 10 août 2013     | 3     | 2:47  | Blumenau, Brésil                    |                                             |
| Victoire | 5–0    | Pedro Keller de Souza    | KO (coup de poing)                   | Sparta MMA 7                             | 15 juin 2013     | 2     | 1:54  | Balneário Camboriú, Brésil          |                                             |
| Victoire | 4–0    | Paulo Batista            | KO (coup de poing)                   | Sparta MMA 6                             | 28 mai 2013      | 1     | 1:24  | Itajaí, Brésil                      |                                             |
| Victoire | 3–0    | Junior Dietz             | TKO (coups de poing)                 | São João Super Fight: Forja de Campeões  | 4 mai 2013       | 1     | 2:18  | São João Batista, Brésil            |                                             |
| Victoire | 2–0    | Muriel Giassi            | TKO (coups de poing)                 | Tavares Combat 6                         | 6 avril 2013     | 2     | 2:50  | Palhoça, Brésil                     |                                             |
| Victoire | 1–0    | Luciano Oliveira Ribeiro | Décision unanime                     | Sparta MMA 3                             | 23 février 2013  | 3     | 5:00  | Balneário Camboriú, Brésil          | Début en poids moyen.                       |